# یواس‌سی‌جی‌سی اسپار (دبلیوال‌بی-۴۰۳)
یواس‌سی‌جی‌سی اسپار (دبلیوال‌بی-۴۰۳) (به انگلیسی: USCGC Spar (WLB-403)) یک کشتی بود که طول آن ۱۸۰ فوت (۵۵ متر) بود. این کشتی در سال ۱۹۴۳ ساخته شد.